# Sarralbe
Sarralbe è un comune francese di 4 645 abitanti situato nel dipartimento della Mosella nella regione del Grand Est. Nel territorio comunale il fiume Albe confluisce nella Saar, da cui il toponimo.

## Società

### Evoluzione demografica
Abitanti censiti